# フランス全国選手権3
フランス全国選手権3（フランス語: Championnat de France de football de National 3）は、フランスにおけるサッカーリーグ。位置としてはフランス全国選手権2の下位リーグとなる。略称はナショナル3（National 3）。しばしばディヴィジョン5とも呼ばれる。2016-17シーズンまではフランスアマチュア選手権2（Championnat de France amateur 2 de football (CFA2)）の名称だった。

## 概要
14チームで構成されるグループにおいて、互いの本拠地で試合を行い（ホーム&アウェイ方式）で順位を決定する。
グループはAからJまで10グループが存在し、アマチュアクラブとプロクラブ2軍の計140チームが所属する。
選手は規定により全員がアマチュアであり、プロ選手の保有は認められていない。

フランス全国選手権2と同じくアマチュアとはいえ実態としてはセミプロに近く、プロとの違いは年金受給権やプロ給与の最低額が保証されていないだけでサッカーのみで生計を立てる者も数多く存在する。
英語圏で使用されるセミプロという言葉がフランス語ではあまり使われないため便宜上アマチュア扱いされてはいるものの大多数は専業でサッカーを行っている。また賃金も連盟契約によりある程度法的に保証されている。

2025-26シーズンより各グループ数が現行の10から8まで減少する事が決定している。

各グループ1位がフランス全国選手権2へ自動昇格、11位以下及び各グループの10位の中で最も成績の悪いクラブが各地域リーグへと自動降格する。